# Akułowskoje (obwód wołogodzki)
Akułowskoje (ros. Акуловское) – wieś w Rosji, w rejonie mieżdurieczeńskim obwodu wołogodzkiego. W 2021 r. była niezamieszkana.